# Onnaing
Onnaing – miejscowość i gmina we Francji, w regionie Hauts-de-France, w departamencie Nord.
Według danych na rok 1990 gminę zamieszkiwały 9173 osoby, a gęstość zaludnienia wynosiła 707 osób/km² (wśród 1549 gmin regionu Nord-Pas-de-Calais Onnaing plasuje się na 91. miejscu pod względem liczby ludności, natomiast pod względem powierzchni na miejscu 177.).